# Camptoscaphiella fulva
Espèce
Camptoscaphiella fulva est une espèce d'araignées aranéomorphes de la famille des Oonopidae.

## Distribution
Cette espèce se rencontre en Inde en Himachal Pradesh et en Uttarakhand et au Pakistan au Khyber Pakhtunkhwa et au Gilgit-Baltistan. Elle se rencontre entre 1 450 et 3 000 m d'altitude.

## Description
Le mâle décrit par Baehr et Ubick en 2010 mesure 1,27 mm et la femelle 1,97 mm.

## Publication originale
- Caporiacco, 1934 : Aracnidi dell'Himalaia e del Karakoram, raccolti della Missione Italiana al Karakoram. Memorie della Società Entomologica Italiana, vol. 13, no 2, p. 113-160.